# Black Sabbath (musikalbum)

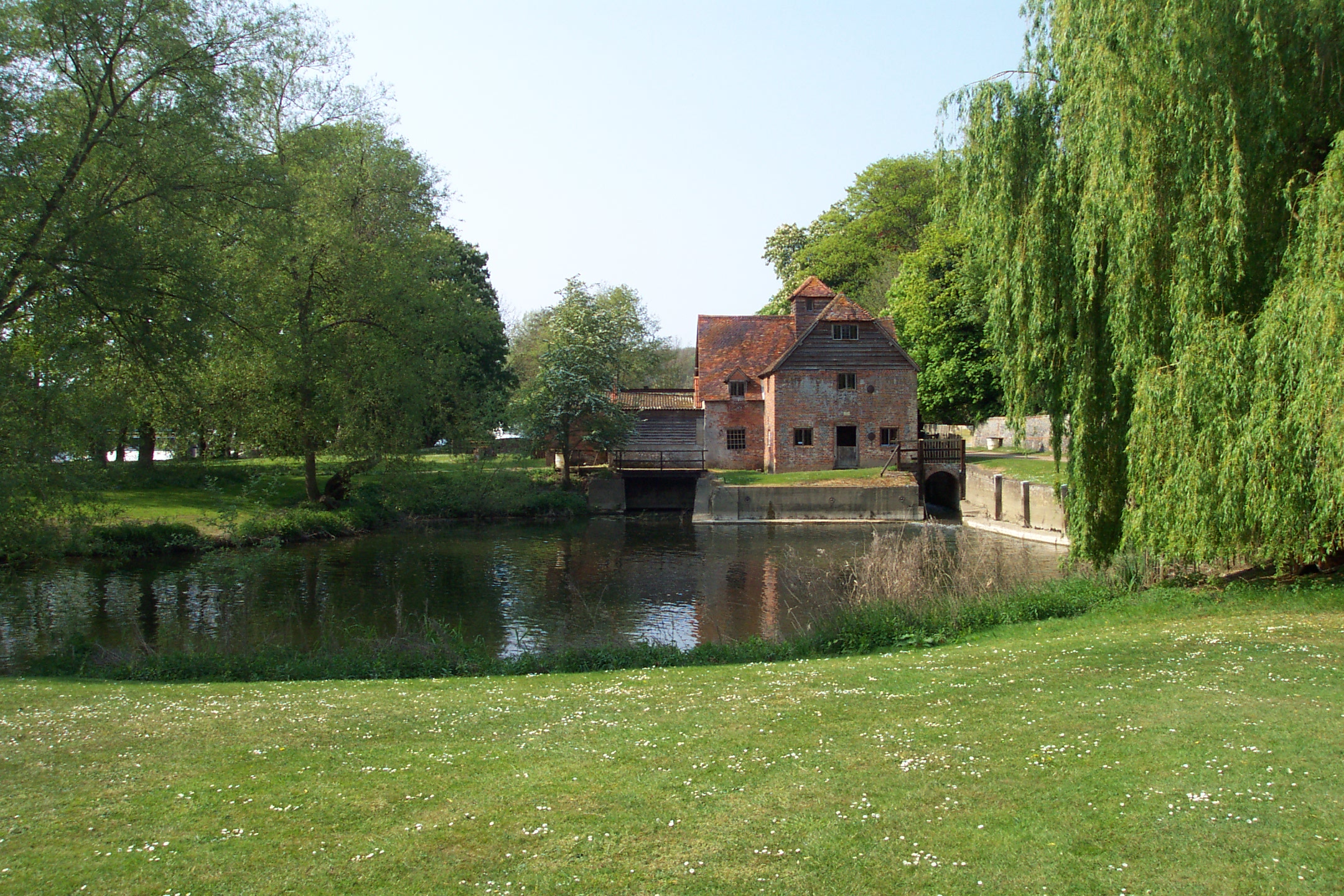
Mapledurham Watermill avbildas på skivomslaget.

Black Sabbath är det brittiska heavy metal-bandet Black Sabbaths debutalbum. Det spelades in och mixades under två dagars tid i oktober 1969. För att spara tid spelade gruppen in live i studion den ena dagen, och mixade den andra. Albumet utgavs sedan fredagen den 13 februari 1970 i Storbritannien, och 1 juni samma år i USA. 
Albumet brukar av många ofta räknas som det första riktiga heavy metal-albumet på grund av sina riktigt tunga riff. Ljudbilden hade använts på Led Zeppelins två första studioalbum 1969, men inte riktigt på det här sättet. Dessa riff var krypande och mer hårda än tidigare, och texterna handlar om typiska ämnen för heavy metal-musiken, apokalyptik ("Black Sabbath"), satan ("N.I.B."), och annat ockult. Redan på debutalbumet blev Black Sabbath förknippade med svart magi och onda krafter då de bluesrockiga, smått psykedeliska låtarna ofta dryftade dylika ämnen, särskilt det legendariska titelspåret.
Omslagsbilden är tagen vid vattenkvarnen Mapledurham Watermill i Oxfordshire. Fotografiet togs av Keith Macmillan under pseudonymen "Keef", som också designat flera andra av gruppens omslag. Kvinnan på bilden som är insvept i en svart rock är modellen Louisa Livingstone.
I Europa gavs albumet ursprungligen ut med ett utvikskonvolut, insidan visade ett inverterat kors med en dikt, "Still falls the rain". Både Bill Ward och Geezer Butler har sagt att detta var ett beslut som togs av skivbolaget utan att de konsulterades. Gruppen var inte till freds med detta, och menade att det ledde till felaktiga associationer om deras musik flera år framöver. Butler som fostrats av troende katolska föräldrar ville inte att de skulle se fodralets insida.

## Låtinformation
Geezer Butler skrev merparten av texten till låten "Black Sabbath" efter att ha varit med om en egendomlig upplevelse. Butler påstod att han en natt vaknade upp och såg en stor svart gestalt vid sin säng. Han formulerade bland annat raden "Figure in black which points at me" för låten.
Butler har vidare nämnt att låten "The Wizard" är inspirerad av trollkarlen Gandalf från J.R.R Tolkiens Sagan om ringen.
På de europeiska LP-versionerna av albumet fanns gruppens cover på Crows "Evil Woman" med (den släpptes även som singel). Eftersom den låten varit en mindre hit i USA har de amerikanska utgåvorna av albumet låten "Wicked World" där istället. Dagens CD-utgåvor brukar innehålla båda dessa låtar. Även "Warning" är en cover. Aynsley Dunbar Retaliation spelade in den på sin debut 1969.
Eftersom låtarna var för långa för den amerikanska marknaden kreerade Warner Bros lite extra 'låtar' till albumet, genom att döpa en handfull intron till fullvärdiga låttitlar. Därför skiljer sig låtlistan mellan Europa- och USA-utgåvorna. Introt till "Behind the Wall of Sleep" heter "Wasp", introt till "N.I.B." heter "Bassically", och introt till "Sleeping Village" heter "A Bit of a Finger".

## Låtlista

### Originalversion 1970
Alla låtar är skrivna av Geezer Butler, Tony Iommi, Ozzy Osbourne, Bill Ward, om inget annat anges.
Europeisk version, släppt på skivbolaget Vertigo
Sida ett
1. "Black Sabbath" - 6:18
2. "The Wizard" - 4:21
3. "Behind the Wall of Sleep" - 3:40
4. "N.I.B." - 5:55

Sida två
1. "Evil Woman" - 3:22
2. "Sleeping Village" - 3:50
3. "The Warning" - 10:30

Amerikansk/kanadensisk version, släppt på Warner Bros. Records
Sida ett
1. "Black Sabbath" - 6:18
2. "The Wizard" - 4:21
3. "Wasp/Behind the Wall of Sleep/Bassically/N.I.B." - 10:40

Sida två
1. "Wicked World" - 4:42
2. "A Bit of a Finger/Sleeping Village/The Warning" - 14:20

### CD-utgåvan
1. "Black Sabbath" - 6:18
2. "The Wizard" - 4:21
3. "Behind the Wall of Sleep" - 3:37
4. "N.I.B." - 6:04
5. "Evil Woman" (Larry Wiegand) - 3:22
6. "Sleeping Village" - 3:46
7. "Warning" (Aynsley Dunbar, Alex Dmochowski, Simon Hickling, Jon Moreshed) - 10:32
8. "Wicked World" - 4:43

## Medverkande
- Ozzy Osbourne - sång, munspel
- Tony Iommi - gitarr
- Geezer Butler - elbas
- Bill Ward - trummor

## Listplaceringar
| Lista (1970-1971) | Position           |
| ----------------- | ------------------ |
| Australien        | 8                  |
| Danmark           | 9                  |
| Finland           | 13                 |
| Kanada            | 29 (RPM)           |
| Nederländerna     | 6                  |
| Storbritannien    | 8                  |
| USA               | 23 (Billboard 200) |
| Västtyskland      | 8                  |